# Remilly-sur-Tille
Remilly-sur-Tille is een gemeente in het Franse departement Côte-d'Or (regio Bourgogne-Franche-Comté) en telt 800 inwoners (2005). De plaats maakt deel uit van het arrondissement Dijon.

## Geografie
De oppervlakte van Remilly-sur-Tille bedraagt 9,8 km², de bevolkingsdichtheid is 81,6 inwoners per km².
De onderstaande kaart toont de ligging van Remilly-sur-Tille met de belangrijkste infrastructuur en aangrenzende gemeenten.

## Demografie
Onderstaande figuur toont het verloop van het inwonertal (bron: INSEE-tellingen).